# Амр (имя)
‘Амр (араб. عمرو‎ —  жизнь‎) — мужское имя арабского происхождения, в переводе с арабского означает «жизнь», «возраст»
, «жизненный путь».
Распространено у многих народов исповедующих ислам. Имя ‘Амр (عمرو‎) пишется с дополнительной конечной буквой вав (و‎), которая не читается, но призвана отличить данное имя от сходного по написанию имени ‘Умар (عمر‎).

## Известные носители
- Амр — имя Хашима ибн Абд Манафа, прапрадеда пророка Мухаммеда.
- Амр Диаб — египетский певец и композитор
- Амр Заки — египетский футболист, нападающий
- Амр ибн Лейс — эмир, брат основателя династии Саффаридов Я’куба ас-Саффара
- Амр ибн аль-Ас — арабский военачальник, дипломат и государственный деятель